# Nijō Mitsumoto

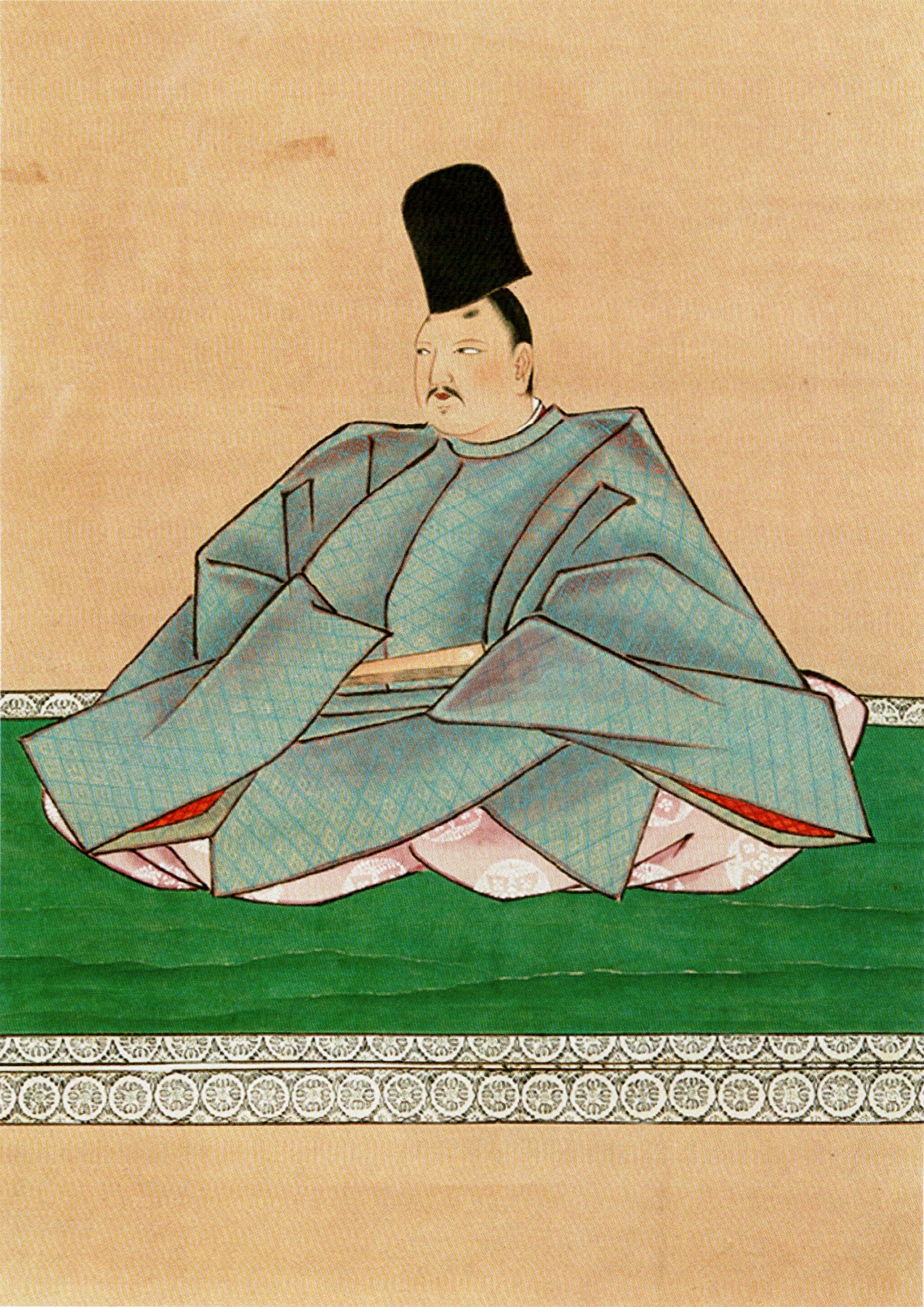
Représentation de Nijō Mitsumoto.

Nijō Mitsumoto (二条 満基) (1383 - 1410), fils du régent Nijō Morotsugu, est un noble de cour japonais (kugyō) de l'époque de Muromachi (1336–1573). Il exerce la fonction de régent kanpaku de 1409 à 1410. Il adopte son frère Nijō Motonori pour fils.